# ThinkPark

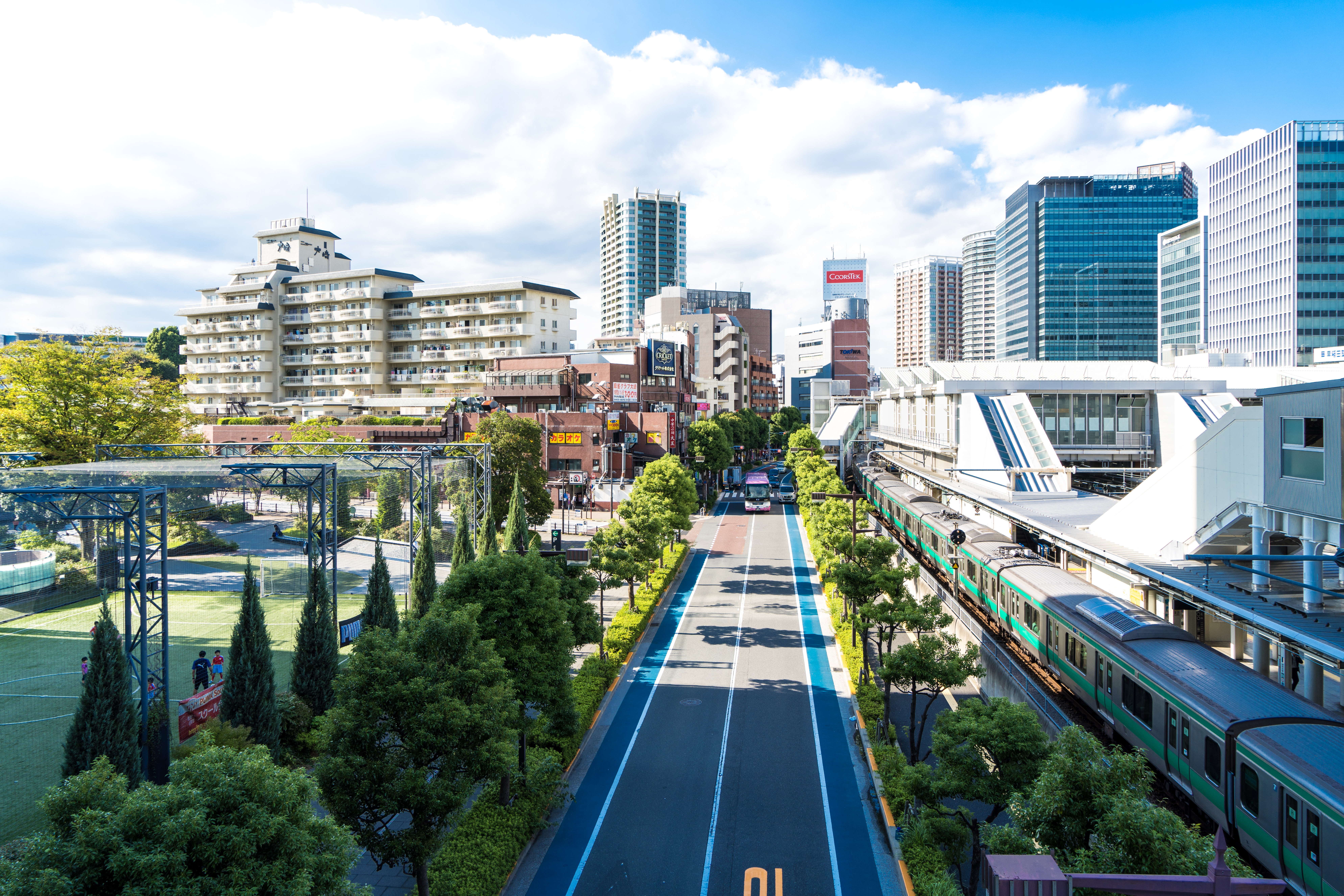
右は大崎駅、左の樹木で囲まれた地区は避難場所「大崎駅西口地区一帯」。フットサルコートはThinkPark Arena。

ThinkPark（シンクパーク）は、東京都品川区大崎2丁目（大崎副都心）の明電舎工場跡地に建てられた超高層ビル「ThinkPark Tower」を中核とする再開発地区である。

## 概要
1897年（明治30年）、現在の東京・築地周辺に創業した明電舎は生産力の増強を図るため、1913年（大正2年）に大崎に工場を移転。以来、大崎を核に太平洋戦争後まで回転機や変圧器など幅広い電気分野に事業を拡大させるが、昭和30年代に入ると、静岡・沼津などに生産拠点は分散され、次第に大崎の比重は低下していった。
1982年（昭和57年）に「東京都長期計画」において、大崎は新宿、渋谷等と並ぶ副都心に指定されると、地区内に集積する中小工場の土地利用転換が進み再開発の機運が高まり、明電舎は大崎工場の機能移転が完了した1985年（昭和60年）に工場跡地利用計画をスタートさせる。
再開発計画は跡地を山手線駅前にふさわしい、業務・商業・住宅・ホテル・フィットネスなどを備えた複合エリアとして、再生することを目的とし、2002年（平成14年）には、「大崎駅西口地区再開発計画」として都市計画決定され、2004年（平成16年）には東京都による「都市再生特別地区第1号」の認定を受け、品川区の整備による交通広場・公共地下駐輪場と相まって新しい大崎駅西口の街づくりも着手される。
再開発にあたって、明電舎は中核となる超高層ビルについては、自社による単独開発ではなくより専門性の高い不動産デベロッパーのパートナーを模索することになり、浜松町で世界貿易センタービルを経営する世界貿易センタービルディングと共同事業として取り組むことに決定した。両社では、まず明電舎側が道路等の基盤整備を行い、底地の半分を世界貿易センタービルディングに売却し、資金を得る。そして再開発事業の中核となるオフィスタワーを明電舎と世界貿易センタービルビルディングの2社が共同で建設して、2社の区分所有の形態をとる。またテナントリーシングや管理・運営業務については、不動産管理業務を本業とする世界貿易センタービルディングが担当することを定めた。
ThinkParkはブランディングをシー・アイ・エーが担当し、「where ideas grow」をコンセプトに計画され、オフィスエリアをThinkPark Tower、商業エリアをThinkPark Plaza、正面広場をThinkPark Arena、森林スペースをThinkPark Forestとそれぞれ名付け、2007年（平成19年）10月25日にオープンした。

## 施設構成

### ThinkPark Tower
地下2階地上30階建てのタワーで、2階にオフィスエントランスホールを置き、大崎駅とはペデストリアンデッキ（品川夢さん橋）で直結する。3階から30階をオフィスフロアとし、オフィスは1フロア3000㎡の整形無柱空間を形成して、本社機能を集約させることのできるグレードの高いオフィス空間が実現されている。テナントとして入る日本ハムやモスフードサービスなどの食品企業は、オフィスのほかに新商品開発のためのテストキッチンなども設置した。
外装
オフィスタワー外装は、ユニット工法によるガラスカーテンウォールでユニット間の目地を利用して清掃用ゴンドラレール、外気取入口などの機能を納めている。タワー低層部は足元に広がる緑を感じられるように、ガラススクリーンによる透明感のあるファサードとし、低層部商業施設はガラスカーテンウォールによる有機的な形状を表現した。ガラスファサードの頂部のガラス受け金物には、夜間でも建物の稜線を認識できるようLEDが仕込まれている。
オフィスを構える主な企業
- 明電舎（28F，29F，30F）
- 住友重機械工業（25F，26F，27F）
- バルカー（24F）
- ニッセイ・ウェルス生命保険（24F）
- ABB（22F）
- ダッソー・システムズ（20F，21F）
- ドリコム（19F）
- プーマ ジャパン（18F）
- ベーリンガーインゲルハイムジャパン（17F）
- 日本ハム東京支社（14F）
- フューチャー大崎 ThinkPark Tower オフィス（9F）
- クオラス（7F）
- ローソン銀行（5F）
- モスフードサービス（4F）

ThinkPark Plaza
1階から3階に設けられた商業空間。オフィスワーカーだけではなく地域住民や来街者にも広く受け入れられる店舗構成とした。本社を構えるモスフードサービスは「モスバーガー」をはじめ、カフェ業態の「マザーリーフ ティースタイル」、和食業態の「あえん」を出店している。
大崎メディカルプラザ
3階に位置するクリニックモール。7つの専門科と健診センターおよび調剤薬局を併設している。

### ThinkPark Arena
タワー正面に整備された各種イベントやフットサルなどのスポーツに利用できる多目的広場。地域に根ざした賑わいの場を目指した。

### ダイワロイネットホテル東京大崎・スポーツクラブNAS大崎
明電舎がタワーの西側に建設したビルを大和ハウス工業が借り受け、子会社のダイワロイヤルとスポーツクラブNASが、ダイワロイネットホテル東京大崎（客室数194室）とスポーツクラブNAS大崎をそれぞれ運営している。

### ウエストレジデンス大崎
居木神社の所有する敷地に、三井物産、新日鉄都市開発、総合地所、三洋ホームズ、長谷工コーポレーションが開発・分譲した集合住宅。2008年（平成20年）2月竣工。地下1階・地上20階建て。

## 環境への配慮
ThinkPark全体を包み込むようにThinkPark Forestとして緑豊かな木立を形成。また、環境負荷低減への取り組みとして、都市ガスによるガスコジェネレーションシステム、蓄熱式空調システム等を採用し、緑地率を40%としているためヒートアイランド現象の低減効果も期待されている。